# Werner Zywietz
Werner Zywietz (ur. 21 maja 1940 w Zalesiu, wówczas w Prusach Wschodnich) – niemiecki polityk i samorządowiec, parlamentarzysta krajowy i europejski.

## Życiorys
Syn rolników. Po ukończeniu szkoły średniej w Ahrensburgu odbył staże w administracji finansowej i banku, a następnie służbę wojskową (ze stopniem majora rezerwy). Ukończył studia na Uniwersytecie w Hamburgu uzyskując tytuł Diplom-Kaufmann, w ich trakcie był wiceprzewodniczącym organizacji studenckiej Allgemeiner Studierendenausschuss. Podjął pracę w spółce paliwowej Esso AG.
Działał w młodzieżówce Deutsche Jungdemokraten. W 1964 wstąpił do Wolnej Partii Demokratycznej, od 1983 do 1985 kierował jej strukturami w Szlezwiku-Holsztynie. W latach 1964–1972 zasiadał w radzie powiatu Stormarn, a w latach 1972–1983 i 1987–1991 w Bundestagu. Był oddelegowany do Parlamentu Europejskiego (1977–1979) i Zgromadzenia Parlamentarnego Rady Europy (1987–1991).